# گمینا بارچیانه
گمینا بارچیانه (به لهستانی:  Gmina Barciany) یک گمینا در لهستان است که در شهرستان کنتژن واقع شده‌است. گمینا بارچیانه ۲۹۳٫۶۲ کیلومتر مربع مساحت و ۶٬۷۳۵ نفر جمعیت دارد.